# Bang Saen
La spiaggia di Bang Saen (in lingua thai หาดบางแสน, RTGS Had Bang Saen) è il principale lido della città di Saen Suk, in provincia di Chonburi, in Thailandia. È la spiaggia più vicina alla capitale Bangkok e durante i fine settimana si popola di gente che fugge dalla metropoli in cerca di refrigerio.

## Spiaggia

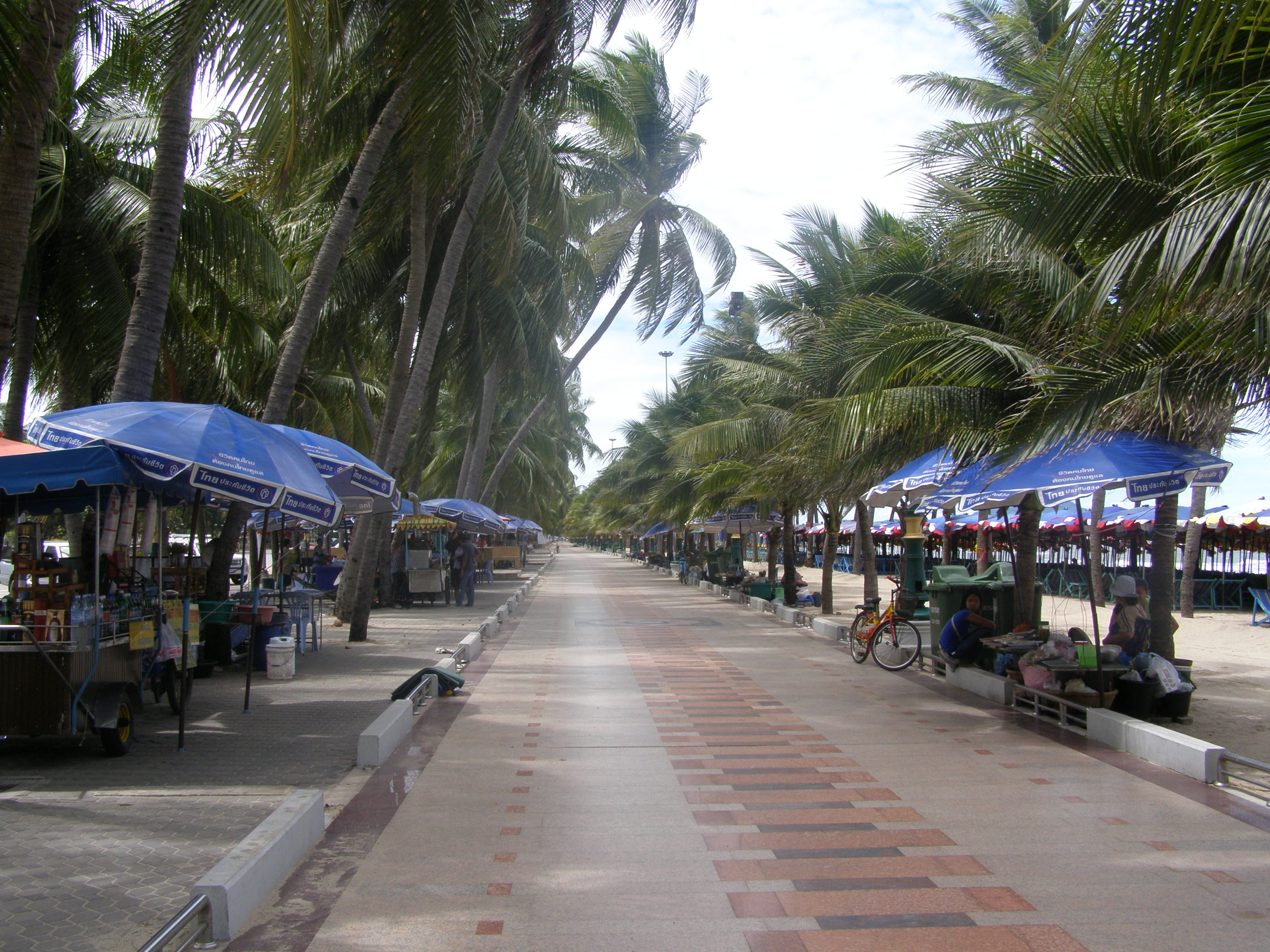
Bancarelle su fronte strada a sinistra, ombrelloni e sdrai sulla spiaggia a destra

La spiaggia sabbiosa è lunga 5 km e prosegue verso sud con altre spiagge municipali, mentre la passeggiata lungomare continua verso nord lungo gli scogli. Oltre al gran numero di strutture turistiche costruite lungo la spiaggia e verso l'interno, è stato rimodellato il lungomare piantando molte palme da cocco in un ampio camminamento a ridosso della spiaggia, dove la popolazione locale gestisce con delle bancarelle il servizio sdrai, ombrelloni e soprattutto la ristorazione, offrendo pasti in spiaggia a base di pesce e frutti di mare a prezzi popolari. Le sere dei giorni infrasettimanali la spiaggia e questi punti di ristoro sono popolati principalmente da studenti e nei fine settimana sono pieni di giorno e di sera. L'ampia carreggiata stradale del lungomare dispone di molte aree di parcheggio e, sul lato opposto della spiaggia, si trovano alcuni bagni pubblici; imprese private promuovono diversi sport acquatici. Anche se l'acqua del mare è abbastanza sporca vi sono molti bagnanti; nei primi mesi dell'anno, il vento e le correnti trascinano al largo fango e rifiuti e l'acqua rimane pulita e senza meduse.

## Geografia

### Territorio

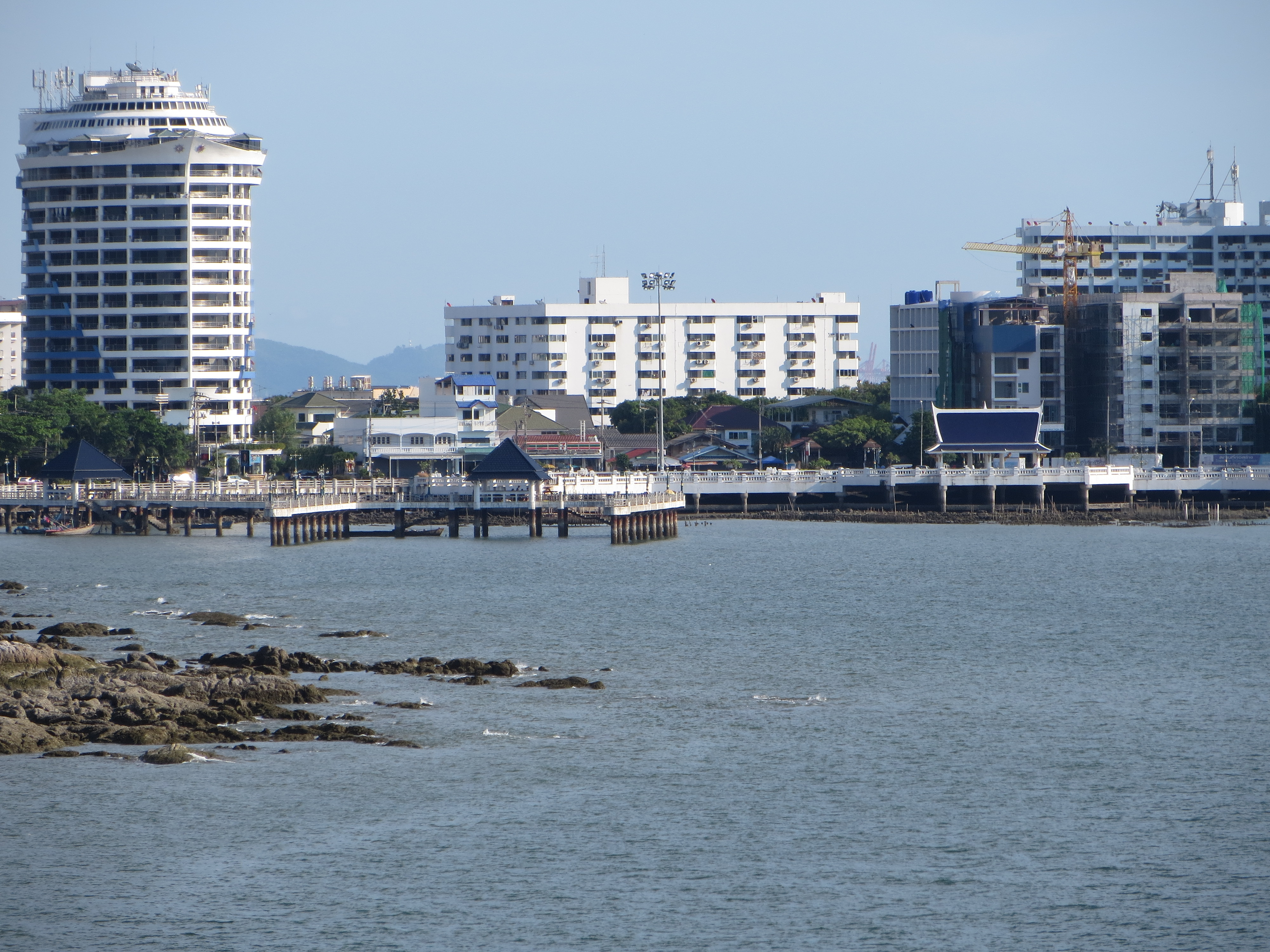
La zona nord con gli scogli

Bang Saen si trova a 74 km da Bangkok e 12 km a sud di Chonburi; è affacciata sulla costa orientale della baia di Bangkok e la spiaggia sabbiosa è lunga 5 km. Subito a nord si trova il promontorio con il monte Khao Sammuk, altri bassi rilievi isolati sono a nord-est della spiaggia, ad alcuni chilometri verso sud-est si erge il massiccio del Khao Khiao, mentre il resto del territorio è pianeggiante.

### Clima
Il clima è caldo e piovoso, le temperature medie variano tra i 26,2° e i 34° tra marzo e giugno, tra i 26° e i 33° tra luglio e ottobre e tra i 23,8° e i 33,4° tra novembre e febbraio.

## Storia
Bang Saen era in origine un villaggio di pescatori; nel 1947 alcune famiglie iniziarono a costruire barche per turisti, anche se la maggior parte della comunità locale continuava a vivere di pesca. La situazione cominciò a cambiare quando il dittatore Plaek Phibunsongkhram si fece costruire una casa sulla spiaggia e fece asfaltare le strade circostanti. Qualche decennio più tardi ebbe inizio il turismo popolare quando vi fu l'aumento del prezzo del petrolio, periodo in cui si iniziarono a costruire molti alberghi e guest house. Negli anni successivi Bang Saen si sviluppò ed ebbe una grande crescita economica. Il governo municipale di Saen Suk dispose quindi lo spostamento degli abitanti in zone residenziali dell'interno per consentire lo sviluppo turistico della zona vicina alla spiaggia.

## Monumenti e luoghi d'interesse

### Architetture religiose
- Wang Saen Suk (in thai: วังแสนสุข), wat situato nell'entroterra di Bang Saen, noto per il suo vasto giardino/museo dove sono rappresentate con statue finite in stucco le pene del Narokbhumi, l'inferno buddista.[5]

### Architetture civili

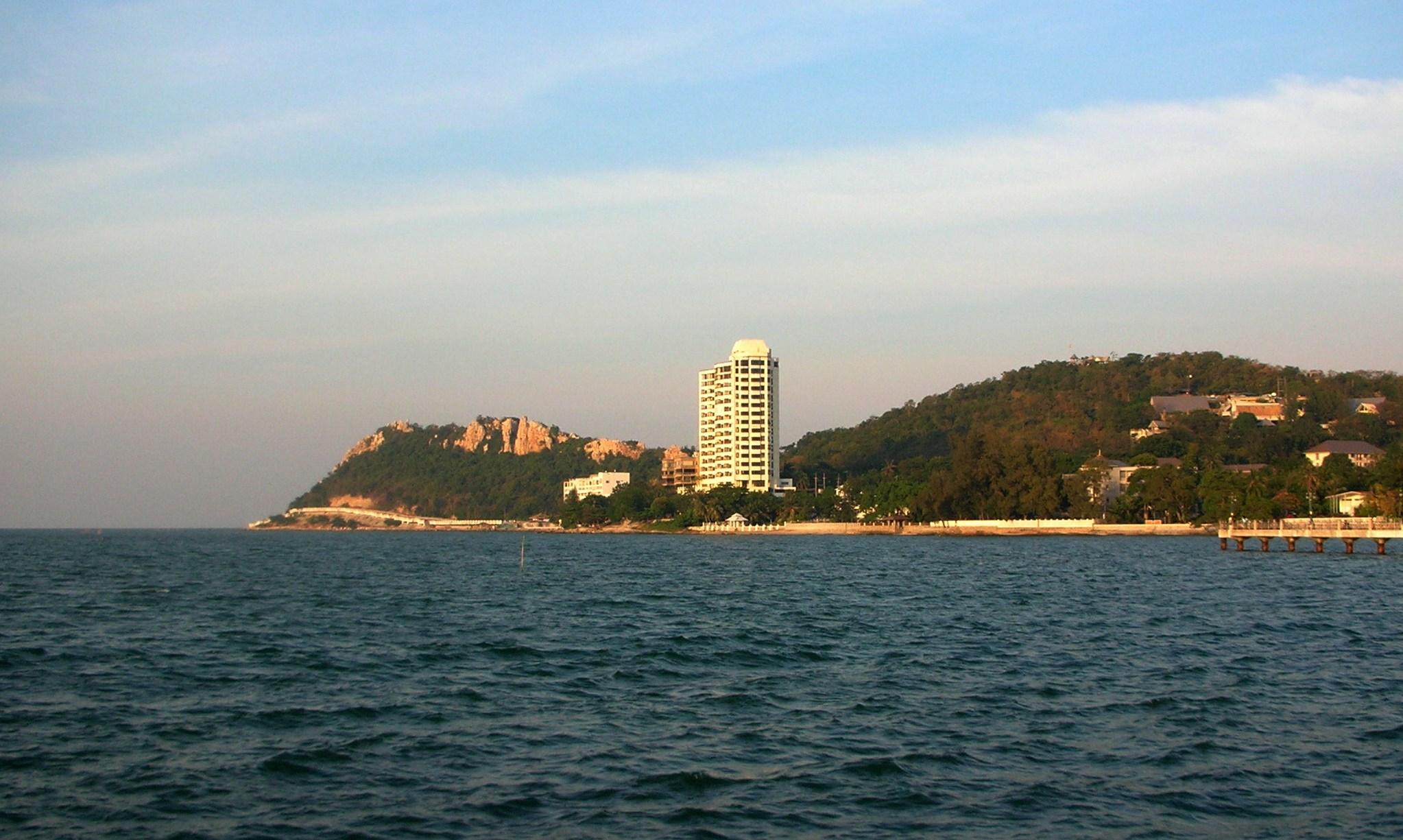
Khao Sammuk

- Istituto di Scienza Marina, branca dell'Università Burapha, situato verso il centro città e noto per il suo acquario.[3]

### Aree naturali
- Khao Sammuk, montagna che domina il promontorio a nord[3] e che ha preso il nome dai due amanti Sam e Muk la cui tragica storia fa parte della leggenda locale. La strada che sale e scende attorno al monte è popolata da scimmie e da turisti che le nutrono.[6]

## Cultura

### Università
L'Università Burapha ha sede in città, a poche centinaia di metri dalla spiaggia, e il suo campus più importante è quello di Bang Saen.

### Cucina
Oltre ai commercianti delle bancarelle che cucinano grigliate in spiaggia, vi sono diversi mercati e ristoranti nella zona che vendono prodotti tipici della gastronomia locale come ostriche di allevamento, pesce essiccato e salato sott'olio (pla khem), polpette di granchio e maiale fritte, e i dolci khao lam, fatti con riso glutinoso, fagioli, zucchero, cocco grattugiato e crema di cocco e cotti artigianalmente dentro a segmenti di bambù.
- Il mercato del fine settimana si tiene nella zona degli scogli a nord, a circa 300 metri dalla spiaggia sabbiosa, con bancarelle che vendono cibi cucinati sul posto, abbigliamento, oggettistica ecc.
- Il mercato centrale diurno di Nong Mon è in centro città lungo thanon Sukhumvit, è il più rifornito mercato cittadino e si trova a 3 km dalla spiaggia.[4]

## Infrastrutture e trasporti

### Strade

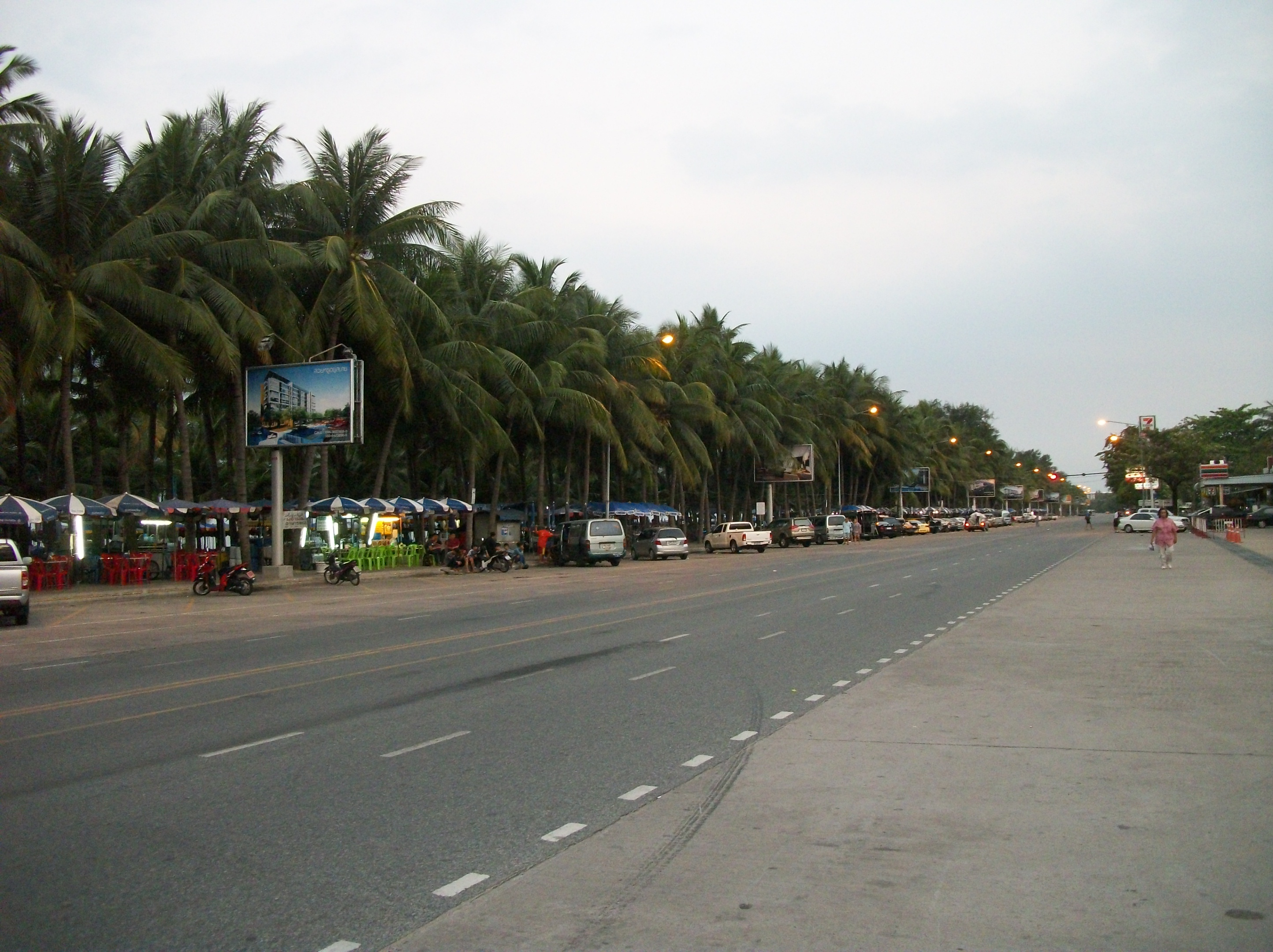
Lungomare

La strada Sukhumvit (Statale 3 che collega Bangkok alla Thailandia dell'Est) e l'autostrada che le scorre in parallelo sono le principali arterie stradali per i collegamenti nazionali e sono a pochi chilometri dalla spiaggia. Gli autobus interurbani si fermano lungo la strada Sukhumvit. In parallelo alla strada del lungomare vi sono altre due ampie strade che alleviano il traffico dalla litoranea e lungo le quali vi sono molte altre strutture turistiche.

### Ferrovie
Le stazioni di Bang Phra e di Chonburi sono le più vicine ma si trovano a più di 10 km di distanza e i collegamenti con la spiaggia sono disagevoli.

### Mobilità urbana
Sono disponibili songthaew, trasporti pubblici su pick-up dotati di due panche posteriori, che collegano la spiaggia e thanon Sukhumvit.